# Klamavá reklama
Klamavá reklama je nekalosoutěžní jednání související s podnikáním nebo povoláním, které vyvolá nebo je schopné vyvolat klamnou představu o nabízených výrobcích či službách, a tím může ovlivnit hospodářské chování účastníků hospodářské soutěže. Upravena je v § 2977 občanského zákoníku.
Reklama může spočívat jak mluveném či psaném projevu, také vyobrazením, fotografií nebo standardně přes různá masmédia. Není přitom podstatné, zda jde o údaje pravdivé či nikoli, rozhodující je, zda vzhledem ke všem okolnostem mohou ostatní uvést v omyl. Klamavou reklamou nicméně není obvyklé reklamní přehánění, které průměrný spotřebitel snadno odhalí.